# Liste der Capitani Reggenti von San Marino, 1243–1500
In dieser Liste werden alle Capitani Reggenti von San Marino von 1243 bis 1500 aufgeführt. 
Für die folgenden Capitani Reggenti siehe Liste der Capitani Reggenti von San Marino, 1500–1700 und Liste der Capitani Reggenti von San Marino seit 1700.

## Anmerkung
¹ Die Semester genannte sechsmonatige Amtszeit der Capitani Reggenti beginnt am ersten Tag des angeführten Monats, außer wenn ein anderes Datum genannt wird.
² Die Zahl der Perioden gibt bei Amtsantritt an, zum wievielten Mal der Capitano Reggente bereits in das Amt gewählt wurde. Es gibt keine Beschränkung der Amtsperioden.
Besonders oft wiedergewählt wurden Gozio di Mucciolino und Paolino di Giovanni di Bianco, Antonio di Marino di Fosco, Marino di Venturino, Antonio di Girolamo, Antonio di Maurizio Lunardini mit jeweils acht Amtsperioden.
Sante Lunardini regierte zwischen 1410 und 1438 und Bianco di Antonio zwischen 1439 und 1477, Fabrizio di Pier Leone Corbelli zwischen 1470 und 1504, Antonio di Polinoro Lunardini zwischen 1480 und 1522 neunmal. Antonio di Simone Belluzzi zwischen 1415 und 1444 wurde sogar zehnmal gewählt.
Cecco di Giovanni da Valle regierte zwischen 1442 und 1473 und Simone di Antonio Belluzzi 1449 bis 1488 ganze 14-mal.

## Amtsantritt im 13. Jahrhundert (bis 1300)
| Jahr | Semester¹ | Capitano Reggente        | Peri- ode² | Capitano Reggente   | Peri- ode |
| ---- | --------- | ------------------------ | ---------- | ------------------- | --------- |
| 1244 | Oktober   | Oddone Scarito           | 1.         | Filippo da Sterpeto | 1.        |
| 1253 | April     | Oddone Scarito           | 2.         | Andrea Superchj     | 1.        |
| 1254 | April     | Taddeo di Giovani Ardelj | 1.         | N.N.                | -         |
| 1286 | April     | Ugolino Baracone         | 1.         | N.N.                | -         |

## Amtsantritt im 14. Jahrhundert (1301 bis 1400)
| Jahr | Semester¹ | Capitano Reggente               | Peri- ode² | Capitano Reggente               | Peri- ode |
| ---- | --------- | ------------------------------- | ---------- | ------------------------------- | --------- |
| 1302 | April     | Giovanni di Causetta Giannini   | 1.         | N.N.                            | -         |
| 1303 | April     | Arimino Baracone                | 1.         | Simone da Sterpeto              | 1.        |
| 1321 | April     | Venturuccio di Giannuccio       | 1.         | N.N.                            | -         |
| 1323 | April     | Giovanni di Causetta Giannini   | 2.         | Ugolino Fornaro                 | 1.        |
| 1325 |           | Ser Bonanni Notaio              | 1.         | Mule Acatolli di Piandavello    | 1.        |
| 1331 | April     | Ugucciolo da Valdragone         | 1.         | N.N.                            | -         |
| 1336 |           | Venturuzzo di Franceschino      | 1.         | Muzolo da Bauti                 | 1.        |
| 1337 | Oktober   | Bentivegna da Valle             | 1.         | Foschino di Novello             | 1.        |
| 1338 | Oktober   | Denaro Madroni                  | 1.         | Fosco Raffanelli                | 1.        |
| 1339 | April     | Ricevuto                        | 1.         | Gioagnolo di Acaptolo           | 1.        |
| 1341 | April     | Bentivegna                      | 1.         | Zanutino                        | 1.        |
| 1342 | Oktober   | Ricevuto di Ughetto             | 1.         | Foschino di Filipuccio          | 1.        |
| 1343 |           | Franzolino di Chillo            | 1.         | Cecco di Chillo                 | 1.        |
| 1347 |           | Foschino Calcigni               | 1.         | N.N.                            | -         |
| 1351 | April     | Francesco Pistorj               | 1.         | Ciapetta di Novello             | 1.        |
| 1353 | April     | Giovanni di Guiduccio           | 1.         | Nino di Simonino                | 1.        |
| 1356 | April     | Gioagnolo di Acaptolo           | 2.         | Paolo di Ceccolo                | 1.        |
| 1357 | April     | Giovanni di Guiduccio           | 2.         | Foschino Calcigni               | 2.        |
| 1357 | Oktober   | Giovanni di Bianco              | 1.         | N.N.                            | -         |
| 1359 | Oktober   | Giovanni di Guiduccio           | 3.         | Corbello di Vita                | 1.        |
| 1360 | April     | Ciapetta di Novello             | 2.         | Nino di Simonino                | 2.        |
| 1360 | Oktober   | Foschino Calcigni               | 3.         | Giovanni di Bianco              | 2.        |
| 1362 | Oktober   | Guidino di Giovanni             | 1.         | Giovanni di Guiduccio           | 4.        |
| 1363 | April     | Giovanni di Bianco              | 3.         | Nino di Simonino                | 3.        |
| 1364 | April     | Guidino di Giovanni             | 2.         | Cecco di Chillo                 | 2.        |
| 1364 | Oktober   | Taschino Calcigni               | 1.         | Corbello Giannini               | 1.        |
| 1365 | Oktober   | Gioagnolo di Acaptolo           | 3.         | Ugolino di Giovanni Vanioli     | 1.        |
| 1366 | April     | Nicolino di Ariminuccio         | 1.         | Vanne di Nomaiolo               | 1.        |
| 1366 | Oktober   | Bartolino di Giovanni di Bianco | 1.         | Nino di Simonino                | 4.        |
| 1367 | April     | Guidino di Giovanni             | 3.         | Paolo di Ceccolo                | 2.        |
| 1367 | Oktober   | Gioagnolo di Ugolinuccio        | 1.         | Ghino Fabbro                    | 1.        |
| 1368 | April     | Muciolino di Ciolo              | 1.         | Giovanni di Riguccio            | 1.        |
| 1368 | Oktober   | Corbello di Vita Giannini       | 1.         | Ugolino di Giovanni Vanioli     | 2.        |
| 1369 | April     | Mignone Bauto                   | 1.         | Lunardino di Bernardo Fabbro    | 1.        |
| 1369 | Oktober   | Gioagnolo di Ugolinuccio        | 2.         | Giovanni di Riguccio            | 2.        |
| 1370 | April     | Ciappetta di Novello            | 1.         | Ugolino di Giovanni             | 1.        |
| 1370 | Oktober   | Guidino di Giovanni             | 4.         | Paolo di Ceccolo                | 3.        |
| 1371 | April     | Nino di Simonino                | 5.         | Maxio di Tonso Alberghetti      | 1.        |
| 1371 | Oktober   | Mucciolino di Ciolo             | 1.         | Bartolino di Giovanni di Bianco | 2.        |
| 1372 | April     | Corbello di Vita Giannini       | 2.         | Mignone Bauto                   | 2.        |
| 1372 | Oktober   | Giovanni di Riguccio            | 3.         | Martino di Guerolo Pistorj      | 1.        |
| 1373 | April     | Ugolino di Giovanni             | 2.         | Lunardino di Bernardo           | 1.        |
| 1373 | Oktober   | Paolo di Ceccolo                | 4.         | Antonio di Mula                 | 1.        |
| 1374 | April     | Andrea di Nanne                 | 1.         | Guidino di Giovanni             | 5.        |
| 1374 | Oktober   | Giovanni di Riguccio            | 4.         | Gozio di Mucciolino             | 1.        |
| 1375 | April     | Ugolino di Giovanni             | 3.         | Paolino di Giovanni di Bianco   | 1.        |
| 1378 | April     | Lunardino di Bernardo           | 2.         | Simone di Belluzzo              | 1.        |
| 1378 | Oktober   | Gozio di Mucciolino             | 2.         | Ondedeo di Tonso                | 1.        |
| 1380 | Oktober   | Paolo di Ceccolo                | 5.         | Bartolino di Antonio            | 1.        |
| 1381 | April     | Lunardino di Bernardo           | 3.         | Samperino di Giovanni           | 1.        |
| 1381 | Oktober   | Maxio di Tonso                  | 1.         | Niccolò di Giove                | 1.        |
| 1382 | April     | Ugolino di Giovanni             | 4.         | Giovanni di Andrea              | 1.        |
| 1382 | Oktober   | Giangio di Ceccolo              | 1.         | Bernardo di Guerolo             | 1.        |
| 1383 | April     | Paolino di Giovanni di Bianco   | 2.         | Guidino di Foschino             | 1.        |
| 1383 | Oktober   | Lunardino di Bernardo           | 4.         | Giannino di Cavalluccio         | 1.        |
| 1384 | April     | Samperino di Giovanni           | 2.         | Martino di Guerolo de’ Pistorj  | 1.        |
| 1384 | Oktober   | Paolo di Ceccolo                | 6.         | Benetino di Fosco               | 1.        |
| 1386 | April     | Giovanni di Francesco           | 1.         | Gozio di Mucciolino             | 3.        |
| 1390 | Oktober   | Gozio di Mucciolino             | 4.         | Bartolino di Antonio            | 2.        |
| 1391 | April     | Giovanni di Francesco           | 2.         | Menguccio di Simonino           | 1.        |
| 1391 | Oktober   | Maxio di Tonso                  | 2.         | Lunardino di Bernardo           | 5.        |
| 1392 | April     | Paolo di Ceccolo                | 7.         | Simone di Belluzzo              | 2.        |
| 1392 | Oktober   | Samperino di Giovanni           | 3.         | Giannino di Cavalluccio         | 2.        |
| 1393 | April     | Gozio di Mucciolino             | 5.         | Antonio Tegna                   | 1.        |
| 1393 | Oktober   | Bartolino di Antonio            | 3.         | Nicolò di Giove                 | 1.        |
| 1394 | April     | Lunardino di Bernardo           | 6.         | Martino di Guerolo de’ Pistorj  | 2.        |
| 1394 | Oktober   | Ugolino di Giovanni             | 5.         | Cecco di Alessandro             | 1.        |
| 1395 | April     | Vita di Corbello                | 1.         | Giovanni di Andrea              | 2.        |
| 1395 | Oktober   | Simone di Belluzzo              | 3.         | Rigone di Giovanni              | 1.        |
| 1396 | April     | Samperino di Giovanni           | 4.         | Giovanni di Francesco           | 3.        |
| 1396 | Oktober   | Paolino di Giovanni di Bianco   | 3.         | Giovanni di Pasino              | 1.        |
| 1397 | April     | Bartolino di Antonio            | 4.         | Giacomino di Paolo              | 1.        |
| 1397 | Oktober   | Nicolò di Giove                 | 2.         | Marino di Ghino Fabbro          | 1.        |
| 1398 | April     | Marino di Fosco der Ältere      | 1.         | Giovanni di Andrea              | 3.        |
| 1398 | Oktober   | Gozio di Mucciolino             | 6.         | Rigone di Giovanni              | 2.        |
| 1399 | April     | Giovanni di Guidino             | 1.         | Simone di Belluzzo              | 4.        |
| 1399 | Oktober   | Martino di Guerolo de’ Pistorj  | 3.         | Antonio di Tegna                | 1.        |
| 1400 | April     | Paolino di Giovanni di Bianco   | 4.         | Francesco di Corbello           | 1.        |
| 1400 | Oktober   | Ugolino di Giovanni             | 6.         | Betto di Guerolo                | 1.        |

## Amtsantritt im 15. Jahrhundert (1401 bis 1500)
| Jahr | Semester¹ | Capitano Reggente                 | Peri- ode² | Capitano Reggente                 | Peri- ode |
| ---- | --------- | --------------------------------- | ---------- | --------------------------------- | --------- |
| 1401 | April     | Giovanni di Francesco             | 4.         | Bettino di Paolo                  | 1.        |
| 1401 | Oktober   | Bartolino di Antonio              | 5.         | Michelino di Paoluccio            | 1.        |
| 1402 | April     | Gozio di Mucciolino               | 7.         | Landolino di Nicolino             | 1.        |
| 1402 | Oktober   | Simone di Menghino                | 1.         | Rigone di Giovanni                | 3.        |
| 1403 | April     | Vita di Corbello                  | 2.         | Simone di Belluzzo                | 5.        |
| 1403 | Oktober   | Martino di Guerolo de’ Pistorj    | 4.         | Antonio Lunardini                 | 1.        |
| 1404 | April     | Paolino di Giovanni Bianco        | 1.         | Betto di Tura                     | 1.        |
| 1404 | Oktober   | Antonio di Tegna                  | 2.         | Antonio di Marino di Fosco        | 1.        |
| 1405 | April     | Giovanni di Guidino               | 2.         | Bettino di Paolo                  | 2.        |
| 1405 | Oktober   | Marino di Ghino                   | 1.         | Foschino di Benedetto Madroni     | 1.        |
| 1406 | April     | Giovanni di Francesco de’ Pistorj | 1.         | Giovanni di Nino de’ Gherardi     | 1.        |
| 1406 | Oktober   | Antonio Lunardini                 | 2.         | Giovanni di Pasino                | 2.        |
| 1407 | April     | Gozio di Mucciolino               | 8.         | Giovanni di Cecco di Alessandro   | 1.        |
| 1407 | Oktober   | Paolino di Giovanni di Bianco     | 5.         | Michelino di Paoluccio            | 2.        |
| 1408 | April     | Bartolino di Antonio              | 6.         | Michelino di Berardo              | 1.        |
| 1408 | Oktober   | Simone di Menghino de’ Calcigni   | 1.         | Benedetto di Tosetto              | 1.        |
| 1409 | April     | Giovanni di Francesco             | 5.         | Giacomino di Paolo                | 1.        |
| 1409 | Oktober   | Rigone di Giovanni                | 4.         | Antonio di Tegna                  | 3.        |
| 1410 | April     | Vita di Corbello                  | 3.         | Bettino di Paolo                  | 3.        |
| 1410 | Oktober   | Michelino di Paoluccio            | 3.         | Sante Lunardini                   | 1.        |
| 1411 | April     | Simone di Belluzzo                | 6.         | Antonio di Marino di Fosco        | 2.        |
| 1411 | Oktober   | Paolo di Carbone                  | 1.         | Giovanni di Pasino Benvegnudi     | 1.        |
| 1412 | April     | Simone di Menghino de’ Calcigni   | 2.         | Foschino di Benedetto Madroni     | 2.        |
| 1412 | Oktober   | Antonio di Segna                  | 1.         | Giovanni di Ugolino di Giovanni   | 1.        |
| 1413 | April     | Paolino di Giovanni di Bianco     | 6.         | Giovanni di Paolino Vitola        | 1.        |
| 1413 | Oktober   | Francesco di Bartoccino           | 1.         | Michelino di Paoluccio            | 4.        |
| 1414 | April     | Antonio Lunardini                 | 3.         | Antonio di Marino di Fosco        | 3.        |
| 1414 | Oktober   | Benedetto di Tosetto              | 2.         | Michelino di Berardo              | 2.        |
| 1415 | April     | Bettino di Paolo                  | 4.         | Silvestro di Cecco                | 1.        |
| 1415 | Oktober   | Paolino di Giovanni di Bianco     | 7.         | Antonio di Simone Belluzzi        | 1.        |
| 1416 | April     | Antonio Lunardini                 | 4.         | Giovanni di Paolino Vitola        | 2.        |
| 1416 | Oktober   | Michelino di Paoluccio            | 5.         | Giovanni di Pasino Benvegnudi     | 2.        |
| 1417 | April     | Simone di Menghino Calcigni       | 1.         | Foschino di Benedetto Madroni     | 3.        |
| 1417 | Oktober   | Giovanni di Ugolino di Giovanni   | 2.         | Cecco di Marino di Fosco          | 1.        |
| 1418 | April     | Sante Lunardini                   | 2.         | Bettino di Paolo                  | 5.        |
| 1418 | Oktober   | Antonio di Marino di Fosco        | 4.         | Antonio di Tegna                  | 4.        |
| 1419 | April     | Paolino di Giovanni di Bianco     | 8.         | Foschino di Benedetto Madroni     | 4.        |
| 1419 | Oktober   | Giovanni di Paolino Vitola        | 3.         | Benedetto di Tosetto              | 3.        |
| 1420 | April     | Antonio di Tegna                  | 5.         | Cristofaro di Paolo Carboni       | 1.        |
| 1420 | Oktober   | Antonio di Marino di Fosco        | 5.         | Antonio Giannini                  | 1.        |
| 1421 | April     | Antonio di Simone Belluzzi        | 2.         | Giovanni di Pasino Benvegnudi     | 3.        |
| 1421 | Oktober   | Bettino di Paolo                  | 6.         | Sante Lunardini                   | 3.        |
| 1422 | April     | Cristofaro di Paolo Carboni       | 2.         | Antonio Giannini                  | 2.        |
| 1422 | Oktober   | Francesco di Bartoccino           | 2.         | Antonio di Benedetto Tosetto      | 1.        |
| 1423 | April     | Antonio Lunardini                 | 5.         | Simone di Menghino Calcigni       | 2.        |
| 1423 | Oktober   | Antonio di Marino Di Fosco        | 6.         | Giovanni di Paolino Vitola        | 4.        |
| 1424 | April     | Antonio di Tegna                  | 6.         | Antonio di Simone Belluzzi        | 3.        |
| 1424 | Oktober   | Sante Lunardini                   | 4.         | Baldassarre di Giovanni           | 1.        |
| 1425 | April     | Giovanni di Paolino               | 1.         | Antonio di Rigo                   | 1.        |
| 1425 | Oktober   | Antonio di Marino di Fosco        | 7.         | Lorenzo di Piero                  | 1.        |
| 1426 | April     | Francesco di Bartoccino           | 3.         | Francesco di Simone Belluzzi      | 1.        |
| 1426 | Oktober   | Sante Lunardini                   | 5.         | Francesco di Betto                | 1.        |
| 1427 | April     | Cristofaro di Paolo               | 1.         | Antonio di Benedetto              | 1.        |
| 1427 | Oktober   | Giovanni di Pasino                | 3.         | Andrea di Cecco                   | 1.        |
| 1428 | April     | Antonio di Tegna                  | 7.         | Antonio di Marino di Fosco        | 8.        |
| 1428 | Oktober   | Sante Lunardini                   | 6.         | Antonio Giannini                  | 3.        |
| 1429 | April     | Antonio di Rigo                   | 2.         | Andrea di Cecco                   | 2.        |
| 1429 | Oktober   | Antonio di Simone Belluzzi        | 4.         | Giovanni di Pasino Benvegnudi     | 4.        |
| 1430 | April     | Francesco di Simone Belluzzi      | 2.         | Giovanni di Antonio               | 1.        |
| 1430 | Oktober   | Sante Lunardini                   | 7.         | Benetino di Paolino               | 1.        |
| 1431 | April     | Antonio di Simone Belluzzi        | 5.         | Antonio di Rigo                   | 3.        |
| 1431 | Oktober   | Giovanni di Antonio               | 2.         | Antonio di Bartolino              | 1.        |
| 1432 | April     | Luigi di Vita                     | 1.         | Baldassarre di Giovanni           | 2.        |
| 1432 | Oktober   | Sante Lunardini                   | 8.         | Tommaso di Antonio                | 1.        |
| 1433 | April     | Antonio di Simone Belluzzi        | 6.         | Andrea di Cecco                   | 3.        |
| 1433 | Oktober   | Antonio di Benedetto              | 2.         | Barnaba di Antonio Lunardini      | 1.        |
| 1434 | April     | Andrea di Michelino               | 1.         | Francesco di Betto                | 2.        |
| 1434 | Oktober   | Benetino di Paolino               | 2.         | Luigi di Vita                     | 2.        |
| 1435 | Oktober   | Giovanni di Antonio Lunardini     | 1.         | Ciono di Giovanni                 | 1.        |
| 1436 | April     | Antonio di Simone Belluzzi        | 7.         | Antonio Giannini                  | 4.        |
| 1436 | Oktober   | Francesco di Simone Belluzzi      | 3.         | Michele di Giovanni               | 1.        |
| 1437 | April     | Andrea di Cecco                   | 4.         | Francesco di Bartolo              | 1.        |
| 1437 | Oktober   | Francesco di Menghino             | 1.         | Giovanni di Antonio               | 3.        |
| 1438 | April     | Niccolò di Michelino              | 1.         | Barnaba di Antonio Lunardini      | 2.        |
| 1438 | Oktober   | Tommaso di Antonio                | 2.         | Antonio di Simone Belluzzi        | 8.        |
| 1439 | April     | Luigi di Vita                     | 3.         | Niccolò di Sabattino              | 1.        |
| 1439 | Oktober   | Sante Lunardini                   | 9.         | Bianco di Antonio                 | 1.        |
| 1440 | April     | Barnaba di Antonio Lunardini      | 3.         | Antonio Giannini                  | 5.        |
| 1440 | Oktober   | Antonio di Simone Belluzzi        | 9.         | Giacomo d’Antonio Sammaritani     | 1.        |
| 1441 | April     | Filippo di Giovanni Caccia        | 1.         | Niccolò di Michelino              | 2.        |
| 1441 | Oktober   | Marino Calcigni                   | 1.         | Tommaso di Antonio                | 3.        |
| 1442 | April     | Francesco di Simone Belluzzi      | 4.         | Cecco di Giovanni da Valle        | 1.        |
| 1442 | Oktober   | Michele di Giovanni di Pasino     | 1.         | Bianco di Antonio                 | 2.        |
| 1443 | April     | Barnaba di Antonio Lunardini      | 4.         | Mengo di Antonio                  | 1.        |
| 1443 | Oktober   | Luigi di Vita                     | 4.         | Menghino di Francesco Calcigni    | 1.        |
| 1444 | April     | Francesco di Niccolò              | 1.         | Giacomo d’Antonio Sammaritani     | 2.        |
| 1444 | Oktober   | Antonio di Simone Belluzzi        | 10.        | Cecco di Giovanni da Valle        | 2.        |
| 1445 | April     | Niccolò di Michelino              | 3.         | Bartolo di Francesco              | 1.        |
| 1445 | Oktober   | Cristofaro di Paolo               | 2.         | Antonio Giannini                  | 6.        |
| 1446 | April     | Giacomo d’Antonio Sammaritani     | 3.         | Bartolo di Angelo di Ciono        | 1.        |
| 1446 | Oktober   | Bianco d’Antonio                  | 1.         | Cecco di Giovanni da Valle        | 3.        |
| 1447 | April     | Menghino di Francesco Calcigni    | 2.         | Marino di Fosco der Jüngere       | 1.        |
| 1447 | Oktober   | Francesco di Niccolò              | 2.         | Filippo di Antonio Madroni        | 1.        |
| 1448 | April     | Barnaba di Antonio Lunardini      | 5.         | Giacomo d’Antonio Sammaritani     | 4.        |
| 1448 | Oktober   | Baldassarre di Giovanni           | 3.         | Cecco di Giovanni da Valle        | 4.        |
| 1449 | April     | Bartolo di Angelo di Ciono        | 2.         | Venturuccio di Lorenzo            | 1.        |
| 1449 | Oktober   | Bianco di Antonio                 | 3.         | Simone di Antonio Belluzzi        | 1.        |
| 1450 | April     | Francesco di Simone Belluzzi      | 5.         | Matteo di Mucciolo                | 1.        |
| 1450 | Oktober   | Menghino di Francesco Calcigni    | 3.         | Mengo di Antonio                  | 2.        |
| 1451 | April     | Cecco di Giovanni da Valle        | 5.         | Simone di Antonio Belluzzi        | 2.        |
| 1451 | Oktober   | Niccolò di Michelino              | 4.         | Paolo di Angelo di Ciono          | 1.        |
| 1452 | April     | Giacomo d’Antonio Sammaritani     | 5.         | Andrea di Cecco                   | 5.        |
| 1452 | Oktober   | Cecco di Giovanni da Valle        | 6.         | Simone di Marino di Giovanni      | 1.        |
| 1453 | April     | Simone di Antonio Belluzzi        | 3.         | Bartolo di Michele                | 1.        |
| 1453 | Oktober   | Menghino di Francesco Calcigni    | 4.         | Filippo di Antonio Madroni        | 2.        |
| 1454 | April     | Bartolo di Antonio Tegna          | 1.         | Girolamo di Francesco Belluzzi    | 1.        |
| 1454 | Oktober   | Cecco di Giovanni da Valle        | 7.         | Francesco di Giuliano Righi       | 1.        |
| 1455 | April     | Simone di Antonio Belluzzi        | 4.         | Andrea di Cecco                   | 6.        |
| 1455 | Oktober   | Giacomo d’Antonio Samaritani      | 1.         | Bartolo di Giovanni di Casalino   | 1.        |
| 1456 | April     | Girolamo di Francesco Belluzzi    | 2.         | Riccio di Andrea                  | 1.        |
| 1456 | Oktober   | Niccolò di Michelino              | 5.         | Girolamo di Antonio               | 1.        |
| 1457 | April     | Bianco di Antonio                 | 4.         | Bartolo di Michele                | 2.        |
| 1457 | Oktober   | Simone di Antonio Belluzzi        | 5.         | Marino di Venturino               | 1.        |
| 1458 | April     | Girolamo di Francesco Belluzzi    | 3.         | Cecco di Giovanni da Valle        | 8.        |
| 1458 | Oktober   | Menghino di Francesco Calcigni    | 5.         | Andrea di Cecco                   | 7.        |
| 1459 | April     | Bianco di Antonio                 | 5.         | Bartolo di Antonio                | 1.        |
| 1459 | Oktober   | Giacomo d’Antonio Sammaritani     | 6.         | Polinoro di Antonio Lunardino     | 1.        |
| 1460 | April     | Marino di Venturino               | 2.         | Riccio di Andrea                  | 2.        |
| 1460 | Oktober   | Cecco di Giovanni da Valle        | 9.         | Simone di Marino di Giovanni      | 2.        |
| 1461 | April     | Simone di Antonio Belluzzi        | 6.         | Francesco di Giovanni Sabattini   | 1.        |
| 1461 | Oktober   | Menetto di Menetto Bonelli        | 1.         | Bianco di Antonio                 | 6.        |
| 1462 | April     | Bartolo di Antonio                | 2.         | Marino di Antonio Giannini        | 1.        |
| 1462 | Oktober   | Giacomo di Antonio Sammaritani    | 1.         | Riccio di Andrea                  | 3.        |
| 1463 | April     | Girolamo di Francesco Belluzzi    | 4.         | Maurizio di Antonio               | 1.        |
| 1463 | Oktober   | Cecco di Giovanni da Valle        | 10.        | Pasquino di Antonio               | 1.        |
| 1464 | April     | Marino Venturini                  | 1.         | Simone di Cecco di Benetto        | 1.        |
| 1464 | Oktober   | Simone di Antonio Belluzzi        | 7.         | Giovanni Calcigni                 | 1.        |
| 1465 | April     | Bianco di Antonio                 | 7.         | Paolo di Angelo di Ciono          | 2.        |
| 1465 | Oktober   | Bartolo di Antonio                | 3.         | Simone di Baldo                   | 1.        |
| 1466 | April     | Pasquino di Antonio               | 2.         | Marino di Venturino               | 3.        |
| 1466 | Oktober   | Girolamo di Francesco Belluzzi    | 5.         | Cecco di Giovanni da Valle        | 11.       |
| 1467 | April     | Giacomo di Marino                 | 1.         | Riccio di Andrea                  | 4.        |
| 1467 | Oktober   | Simone di Antonio Belluzzi        | 8.         | Maurizio di Antonio               | 2.        |
| 1468 | April     | Marino di Venturino               | 4.         | Marino Giangi                     | 1.        |
| 1468 | Oktober   | Lodovico di Marino Calcigni       | 1.         | Cecco di Giovanni da Valle        | 12.       |
| 1469 | April     | Bianco di Antonio                 | 8.         | Simone di Marino di Giovanni      | 3.        |
| 1469 | Oktober   | Bartolo di Antonio                | 4.         | Menetto di Menetto Bonelli        | 2.        |
| 1470 | April     | Girolamo di Francesco Belluzzi    | 6.         | Paolo di Angelo di Ciono          | 3.        |
| 1470 | Oktober   | Fabrizio di Pier Leone Corbelli   | 1.         | Riccio di Andrea                  | 5.        |
| 1471 | April     | Giacomo di Marino                 | 2.         | Cecco di Giovanni da Valle        | 13.       |
| 1471 | Oktober   | Giacomo d’Antonio Sammaritani     | 7.         | Marino di Venturino               | 5.        |
| 1472 | April     | Maurizio di Antonio               | 3.         | Sabatino di Bianco                | 1.        |
| 1472 | Oktober   | Girolamo di Francesco Belluzzi    | 7.         | Simone di Antonio Belluzzi        | 9.        |
| 1473 | April     | Cecco di Giovanni da Valle        | 14.        | Serafino di Michele               | 1.        |
| 1473 | Oktober   | Menetto di Menetto Bonelli        | 3.         | Sabatino di Bianco                | 2.        |
| 1474 | April     | Bartolo di Antonio                | 5.         | Pasquino di Antonio               | 3.        |
| 1474 | Oktober   | Serafino di Michele               | 2.         | Marino d’Antonio Giannini         | 1.        |
| 1475 | April     | Simone di Antonio Belluzzi        | 10.        | Simone di Cecco di Benetto        | 2.        |
| 1475 | Oktober   | Antonio di Marino                 | 1.         | Simone di Marino di Giovanni      | 4.        |
| 1476 | April     | Bianco di Antonio                 | 9.         | Giovanni di Menghino Calcigni     | 1.        |
| 1476 | Oktober   | Bartolo di Antonio                | 6.         | Marino di Venturino               | 6.        |
| 1477 | April     | Simone di Cecco Benetto           | 1.         | Marino di Antonio Giannini        | 2.        |
| 1477 | Oktober   | Simone di Antonio Belluzzi        | 11.        | Lodovico di Michele Pasini        | 1.        |
| 1478 | April     | Giovanni di Menghino Calcigni     | 2.         | Simone di Marino di Giovanni      | 5.        |
| 1478 | Oktober   | Marino di Venturino               | 7.         | Sabatino di Bianco                | 3.        |
| 1479 | April     | Antonio di Marino                 | 2.         | Evangelista di Girolamo Belluzzi  | 1.        |
| 1479 | Oktober   | Menetto di Menetto Bonelli        | 4.         | Fabrizio di Pier Leone Corbelli   | 2.        |
| 1480 | April     | Riccio di Andrea                  | 6.         | Marino Samaritani                 | 1.        |
| 1480 | Oktober   | Evangelista di Girolamo Belluzzi  | 2.         | Antonio di Polinoro Lunardini     | 1.        |
| 1481 | April     | Marino di Venturino               | 8.         | Fabrizio di Pier Leone Corbelli   | 3.        |
| 1481 | Oktober   | Bartolo di Antonio                | 7.         | Maurizio di Antonio Lunardini     | 1.        |
| 1482 | April     | Simone di Antonio Belluzzi        | 12.        | Marino Sammaritani                | 1.        |
| 1482 | Oktober   | Evangelista di Girolamo Belluzzi  | 3.         | Antonio di Polinoro Lunardini     | 2.        |
| 1483 | April     | Antonio di Marino                 | 3.         | Marino di Antonio Giannini        | 3.        |
| 1483 | Oktober   | Giovanni di Menghino Calcigni     | 3.         | Antonio di Girolamo               | 1.        |
| 1484 | April     | Riccio di Andrea di Antonio       | 1.         | Simone di Marino di Giovanni      | 6.        |
| 1484 | Oktober   | Giacomo di Marino                 | 3.         | Marino Giangi                     | 2.        |
| 1485 | April     | Maurizio di Antonio Lunardini     | 2.         | Bartolo di Pasquino               | 1.        |
| 1485 | Oktober   | Sabatino di Bianco                | 4.         | Cristoforo di Cecco di Vita       | 1.        |
| 1486 | April     | Menetto di Menetto Bonelli        | 5.         | Valente di Paolo                  | 1.        |
| 1486 | Oktober   | Antonio di Bianco                 | 1.         | Marino Sammaritani                | 2.        |
| 1487 | April     | Evangelista di Girolamo Belluzzi  | 4.         | Marino di Simone Muccioli         | 1.        |
| 1487 | Oktober   | Simone di Antonio Belluzzi        | 13.        | Antonio di Polinoro Lunardini     | 3.        |
| 1488 | April     | Bartolo di Antonio                | 8.         | Fabrizio di Pier Leone Corbelli   | 4.        |
| 1488 | Oktober   | Simone di Antonio Belluzzi        | 14.        | Francesco di Antonio di Anastasio | 1.        |
| 1489 | April     | Giacomo di Marino                 | 4.         | Antonio di Girolamo               | 2.        |
| 1489 | Oktober   | Marino di Antonio Giannini        | 4.         | Gabriele di Bartolo               | 1.        |
| 1490 | April     | Antonio di Maurizio Lunardini     | 1.         | Sabatino di Bianco                | 5.        |
| 1490 | Oktober   | Giovanni di Menghino Calcigni     | 4.         | Marino Giangi                     | 3.        |
| 1491 | April     | Antonio di Bianco                 | 2.         | Marino di Simone Muccioli         | 2.        |
| 1491 | Oktober   | Menetto di Menetto Bonelli        | 6.         | Matteo Tura                       | 1.        |
| 1492 | April     | Riccio di Andrea                  | 7.         | Fabrizio di Pier Leone Corbelli   | 5.        |
| 1492 | Oktober   | Cristoforo di Cecco di Vita       | 2.         | Bonifazio di Andrea               | 1.        |
| 1493 | April     | Evangelista di Girolamo Belluzzi  | 5.         | Valente di Paolo                  | 2.        |
| 1493 | Oktober   | Menetto di Menetto Bonelli        | 7.         | Francesco di Antonio di Anastasio | 2.        |
| 1494 | April     | Antonio di Girolamo               | 3.         | Marino di Simone Muccioli         | 3.        |
| 1494 | Oktober   | Antonio di Maurizio Lunardini     | 2.         | Marino di Niccolò di Giovanetto   | 1.        |
| 1495 | April     | Evangelista di Girolamo Belluzzi  | 6.         | Antonio di Polinoro Lunardini     | 4.        |
| 1495 | Oktober   | Marino di Antonio Giannini        | 5.         | Antonio di Simone Belluzzi        | 1.        |
| 1496 | April     | Fabrizio di Pier Leone Corbelli   | 6.         | Sabatino di Bianco                | 6.        |
| 1496 | Oktober   | Cristofaro di Cecco di Vita       | 1.         | Bonifazio di Andrea               | 2.        |
| 1497 | April     | Antonio di Bianco                 | 3.         | Andrea di Giorgio Loli            | 1.        |
| 1497 | Oktober   | Matteo Tura                       | 2.         | Antonio di Bartolomeo             | 1.        |
| 1498 | April     | Giovanni di Menghino Calcigni     | 5.         | Valente di Paolo                  | 3.        |
| 1498 | Oktober   | Antonio di Girolamo               | 4.         | Marino di Antonio Giannini        | 6.        |
| 1499 | April     | Marino di Niccolò di Giovanetto   | 2.         | Antonio di Maurizio Lunardini     | 3.        |
| 1499 | Oktober   | Cristoforo di Cecco di Vita       | 3.         | Bonifazio di Andrea               | 3.        |
| 1500 | April     | Menetto di Menetto Bonelli        | 2.         | Antonio di Maurizio Lunardini     | 4.        |
| 1500 | Oktober   | Francesco di Girolamo Belluzzi    | 1.         | Simone di Antonio Belluzzi        | 1.        |